# Campionato di calcio della Repubblica Socialista Sovietica d'Estonia 1985
Il Campionato di calcio della Repubblica Socialista Sovietica d'Estonia 1985 era la massima divisione del campionato estone ed era un campionato regionale sovietico. La vittoria finale andò all Kalakombinaat-MEK Pärnu che vinse il primo titolo della sua storia.

## Formula
Era formato da dodici squadre: ogni formazione si incontrava le altre in gironi di andata e ritorno, per un totale di 22 incontri. Erano previsti due punti per la vittoria e uno per il pareggio. 

## Classifica finale
|    | Classifica finale          | G  | V  | N | P  | GF | GS  | Dif | Pt |
| -- | -------------------------- | -- | -- | - | -- | -- | --- | --- | -- |
| 1  | Kalakombinaat-MEK Pärnu    | 22 | 19 | 2 | 1  | 54 | 13  | +42 | 40 |
| 2  | Zvezda Tallinn             | 22 | 18 | 1 | 3  | 71 | 14  | +57 | 37 |
| 3  | Estonia Jõhvi Kohtla-Järve | 22 | 13 | 5 | 4  | 54 | 17  | +37 | 31 |
| 4  | Keemik Kohtla-Järve        | 22 | 12 | 3 | 7  | 48 | 24  | +24 | 27 |
| 5  | Norma Tallinn              | 22 | 12 | 1 | 9  | 51 | 34  | +17 | 25 |
| 6  | Tempo Tallinn              | 22 | 8  | 7 | 7  | 49 | 30  | +19 | 23 |
| 7  | KK Majak Tallinn           | 22 | 8  | 2 | 12 | 26 | 45  | -19 | 18 |
| 8  | Kalev Sillamäe             | 22 | 6  | 6 | 10 | 41 | 46  | -5  | 18 |
| 9  | KEK Pärnu                  | 22 | 6  | 5 | 11 | 26 | 51  | -25 | 17 |
| 10 | VFK Viljandi               | 22 | 5  | 6 | 11 | 34 | 45  | -11 | 16 |
| 11 | Baltika Narva              | 22 | 3  | 3 | 16 | 24 | 66  | -42 | 9  |
| 12 | Dvigatel Tallinn           | 22 | 1  | 1 | 20 | 12 | 105 | -93 | 3  |

G = Partite giocate; V = Vittorie; N = Nulle/Pareggi; P = Perse; GF = Goal fatti; GS = Goal subiti; Dif = differenza reti; 